# Simulium hiroshii
Simulium hiroshii är en tvåvingeart som beskrevs av Takaoka 1994. Simulium hiroshii ingår i släktet Simulium och familjen knott. Inga underarter finns listade i Catalogue of Life.